# Christer Pettersson

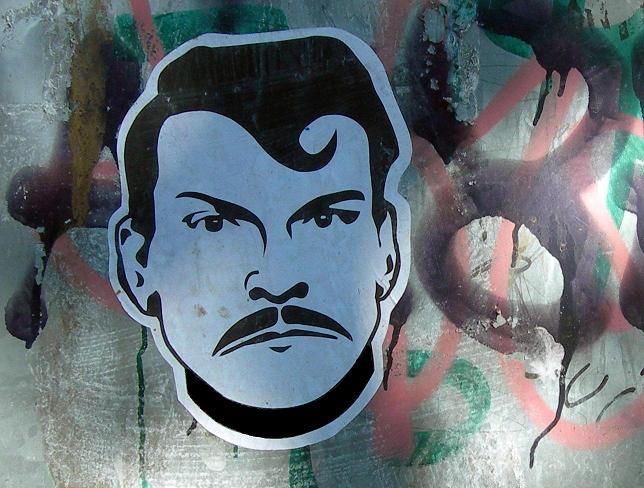
Tekening van Christer Pettersson, vervaardigd door straatkunstenaar Hop Louie

Carl Gustaf Christer Pettersson (Solna, 23 april 1947 - aldaar, 29 september 2004) was de hoofdverdachte in het onderzoek dat volgde op de moord op de Zweedse minister-president Olof Palme in februari 1986. Na in 1988 te zijn gearresteerd, berecht en veroordeeld tot een levenslange gevangenisstraf werd hij vier maanden later in hoger beroep vrijgesproken vanwege gebrek aan bewijs.
Pettersson was alcoholist en druggebruiker. Hij had een strafblad en was begin jaren zeventig veroordeeld voor doodslag. Zijn aanvankelijke veroordeling voor de moord op Olof Palme was geheel gebaseerd op de getuigenis van Lisbet Palme, die bij de moord op haar man aanwezig was en op wie ook werd geschoten. Direct na de moord kon ze geen signalement van de dader geven en beweerde ze de dader alleen maar op de rug te hebben gezien, maar enkele maanden later gaf ze een gedetailleerde beschrijving van het gezicht van de moordenaar.
Twee jaar later meende zij in Pettersson de dader te herkennen. De beschrijvingen die andere getuigen van de moord gaven stemden echter niet overeen met de verklaringen van Lisbet Palme.
Er zijn daarentegen getuigenverklaringen die Petterssons aanvankelijke bewering ondersteunen dat hij op het moment van de moord niet in het centrum van Stockholm was, maar op weg naar huis.
Nadien zijn er herhaaldelijk nieuwe, vaak tegenstrijdige theorieën geopperd die Pettersson met de moord in verband brachten. Zo werd onder meer beweerd dat hij Palme had verward met een drugshandelaar wiens gestalte op Palme leek. Voor deze theorieën werden nooit bewijzen gevonden. Een poging eind jaren negentig om hem opnieuw te veroordelen liep op niets uit. De rechtbank oordeelde dat de nieuwe getuigenverklaringen die de politie had verzameld, niet overtuigend waren.
De veroordeling en daaropvolgende vrijspraak maakten Pettersson een van de bekendste misdadigers van Zweden. Hij groeide uit tot een mediafiguur. In 2001 bekende hij de moord op Palme in een kranteninterview maar een dag later trok hij de verklaring weer in. Kort voor zijn overlijden zou hij opnieuw aan een vriend hebben toevertrouwd dat hij de moord gepleegd had.